# La Soif de l'or
Pour plus de détails, voir Fiche technique et Distribution.
La Soif de l'or est un film français réalisé par Gérard Oury, sorti en 1993.

## Synopsis
Urbain Donnadieu (Christian Clavier), PDG d'une entreprise de maisons préfabriquées, a été élevé par sa grand-mère, Zézette (Tsilla Chelton), dans le culte du profit. Avare de première classe, il a volé 60 000 francs par jour à son entreprise, qu'il a transformés en lingots. Il voudrait bien les faire passer en Suisse. Il décide donc de cacher les lingots dans les briques d'une des maisons qu'il doit livrer, une idée qu'il va regretter. Tout irait pour le mieux si son épouse, Fleurette (Catherine Jacob), agent du fisc et l'amant de celle-ci, Jacques (Philippe Khorsand), chauffeur et meilleur ami d'Urbain, ne venaient pas mettre leur nez dans ce plan.

## Fiche technique
- Titre : La Soif de l'or
- Titres de travail : Le grippe-sou, Le Pignouf de l'Avenue Foch, L'Or du pingouin
- Réalisation : Gérard Oury
- Scénario : Marcel Jullian, Gérard Oury, Christian Clavier
- Dialogues : Gérard Oury, Christian Clavier
- Photographie : Tonino Delli Colli
- Montage : Pierre Gillette, Michelle Boëhm
- Musique : Vladimir Cosma
- Costumes : Catherine Leterrier
- Chef décorateur : Willy Holt
- Cascades : Jean-Claude Lagniez
- Superviseur des effets virtuels : Pitof (Duboi)
- Son : Bernard Leroux, Claude Villand, Alain Sempé
- Casting : Pierre Amzallag
- Producteur : Alain Poiré
- Société de production : Gaumont
- Pays d'origine :  France
- Langue : français
- Genre : comédie
- Format : couleur — 35 mm — 1,66:1 — Son : Stéréo
- Durée : 86 minutes
- Date de sortie : 
  - France : 31 août 1993

## Distribution
- Christian Clavier : Urbain Donnadieu, PDG d'une entreprise de maisons préfabriquées
- Tsilla Chelton : Mémé Zezette, grand-mère d'Urbain
- Catherine Jacob : Fleurette, l'épouse d'Urbain, agent du fisc
- Philippe Khorsand : Jacques, ami et chauffeur d'Urbain, amant de Fleurette
- Bernard Haller : Le comte suisse Muller
- Marine Delterme : Laurence Auger
- Pascal Greggory : Jean-Louis Auger
- Patrick Le Luherne : L'abbé Furteaux
- Michel Such : Le Commissionnaire
- Jean-Pierre Clami : Le Banquier
- Jacky Nercessian : Le représentant
- Albert Dray : Flotard
- Christophe Guybet : Le réceptionniste de l'hôtel

## Autour du film
Le film devait s'appeler au départ Les Rapiats puis Le Pignouf de l'Avenue Foch puis L'Or du pingouin pour devenir finalement La Soif de l'or.